# Magdalena Maria Epstein
Magdalena Maria Epstein (ur. 2 sierpnia 1875 w Pilicy, zm. 6 września 1947 w Krakowie) – pionierka szkolnictwa pielęgniarskiego w Polsce, pielęgniarka, tercjarka, zakonnica, dominikanka oraz Służebnica Boża Kościoła katolickiego.

## Życiorys

### Lata młodości
Pochodziła z zamożnej polsko-żydowskiej rodziny, Leona Epsteina – właściciela miejscowości Pilica oraz Marii z domu Skarżyńskiej jako ich jedyne dziecko nazywane zdrobniale Nuną. 22 sierpnia 1875 została ochrzczona w parafialnym kościele św. Jana Chrzciciela i św. Jana Ewangelisty w Pilicy jako Maria, Aniela, Wiktoria. Ojciec jej po wczesnej śmierci swojej pierwszej żony Konstancji Janasz, z którą miał trzech synów ożenił się ponownie. Rok po ślubie został dotknięty paraliżem i do końca życia poruszał się na wózku inwalidzkim. Wkrótce rodzice jej w 1880 przenieśli się z rodzinnej Pilicy do Krakowa, gdzie zamieszkali w klasycystycznej kamienicy przy ulicy Sławkowskiej 32, późniejszym Pałacu Badenich. W młodości otrzymała staranne wykształcenie (znała m.in. kilka języków obcych, grała na fortepianie).

### Pielęgniarka
Po śmierci rodziców poświęciła się bez reszty działalności opiekuńczej nad ludźmi potrzebującymi, ubogimi i chorymi. Mając 20 lat zaczęła działać na polu pracy charytatywnej w Stowarzyszeniu Panien Ekonomek, Sekcji Stowarzyszenia Pań Miłosierdzia Św. Wincentego à Paulo, która opiekowała się chorymi i ubogimi, udzielając im pomocy materialnej, prowadząc dla nich kuchnię i szyjąc odzież, zostając w 1905 jej prezeską. Pięć lat później została członkinią Katolickiego Związku Polek w Krakowie. Organizowała czytelnie i tanie kuchnie dla robotników. Przy pomocy Sióstr Miłosierdzia (szarytek), w ich pomieszczeniach klasztornych przy ulicy św. Filipa 15 wyremontowano najpierw istniejące już ambulatorium, w którym udzielano potrzebującym pierwszej pomocy lekarskiej, a następnie urządzono tam mały szpitalik. 
5 listopada 1911 z jej inicjatywy i przy jej wsparciu materialnym utworzono pierwszą na ziemiach polskich szkołę pielęgniarską w Krakowie, w której została kierowniczką. W czasie I wojny światowej wstąpiła do Czerwonego Krzyża, aby udzielać pomocy rannym, wyruszając na front w okolice Będzina i Olkusza. Pracowała w izbie opatrunkowej, szpitalu legionowym w Rabce, szpitalu epidemicznym pod Tarnowem, organizowała ruchome kolumny sanitarne. 17 września 1915 została odznaczona cesarskim dyplomem Czerwonego Krzyża 2 klasy i odznaczeniem wojennym.
W 1918 wznowiła działalność szkoły pielęgniarskiej, jednak na skutek problemów finansowych musiała ją w 1921 zamknąć. Jako pielęgniarka uczestniczyła w powstaniach śląskich, za co otrzymała 15 września 1921 honorowy dyplom od Wojciecha Korfantego.
Nie mogąc pogodzić się z zamknięciem szkoły zainteresowała nią amerykańską Fundację Rockefellera, otrzymując w 1924 jej finansowe wsparcie, a od władz polskich zgodę na odnowienie i budowę szkoły oraz utworzyła Polskie Stowarzyszenie Pielęgniarek Zawodowych przyjęte do Międzynarodowej Rady Pielęgniarek. W grudniu 1925 dzięki jej staraniom została otwarta Uniwersytecka Szkoła Pielęgniarek i Higienistek w Krakowie przy ulicy Kopernika 25, w której została dyrektorką. Szkole poświęciła wiele uwagi, troszcząc się o jej finansowanie i doskonalenie duchowe oraz zawodowe jej uczennic (założyła w niej m.in. kaplicę). Obecnie w budynku szkoły mieści się Wydział Nauk o Zdrowiu Instytutu Pielęgniarstwa i Położnictwa Uniwersytetu Jagiellońskiego Collegium Medicum.

### W zakonie dominikanek
1 stycznia 1931 złożyła rezygnację ze stanowiska dyrektorki szkoły uniwersyteckiej, aby w wieku 55 lat wstąpić do klauzurowego klasztoru Sióstr Dominikanek na Gródku w Krakowie przy ul. Mikołajskiej, będąc od 1919 tercjarką zakonu św. Dominika. 24 marca 1931 w obecności swojego przyjaciela kard. Adama Stefana Sapiehy nałożyła habit zakonny obierając imię zakonne Magdalena. W maju 1931 w artykule pt. „Po pracy społecznej w zacisze klasztorne” Ilustrowanego Kuryera Codziennego tak o niej m.in. napisano:

 Zawsze spokojna i zrównoważona, obdarzona niezmąconą pogodą humoru, wytwarzała wokół siebie stałą atmosferę zadowolenia i jakby dobrobytu moralnego, w którym wszyscy czuli się swojsko. Pełna niepospolitej energii i inteligencji miała jasny i trzeźwy pogląd na świat połączony z doskonałą znajomością ludzi, a przy tym rzadko spotykaną bezstronność. Żywe umiłowanie kultury i sztuki, chroniło ją od zasklepiania się w swojej specjalności. Głęboko religijna, daleka była od ciasnej dewocji i umiała z tolerancją odnosić się do cudzych przekonań. Posiadała w wysokim stopniu dar przyciągania do siebie ludzi.

Śluby wieczyste złożyła 4 września 1936. Wkrótce zapadła na zdrowiu, przechodząc w 1937 operację usunięcia tłuszczaka na nodze, a następnie w 1942 doznała paraliżu lewej strony ciała. Dwa lata później na skutek upadku złamała żebra. W zakonie pełniła funkcję m.in. organistki i kronikarki klasztornej. W swoim duchowym testamencie napisała:

Nie mówić o swoich troskach i cierpieniach, u pana Boga szukać jedynie pociechy. Nigdy niczego się od ludzi nie spodziewać i nigdy na ich niewdzięczność się nie skarżyć. We wszystkim co miłe, a też w największych upokorzeniach powtarzać te słowa – Niech będzie wola Twoja.

Zmarła otoczona opieką sióstr po sześciu latach choroby 6 września 1947 w godzinach porannych w opinii świętości. Spoczęła na cmentarzu Rakowickim w Krakowie we wspólnym neogotyckim, murowanym grobowcu oo. dominikanów (kwatera VIII, rząd południowy).

## Tablica przodków
| Tablica rodowodowa                                               |                                                                                             |                                                                                             |                                                                                             |                                                                                             |                                                                                                |                                                                                                | | |
| Prapradziadkowie                                                 | ?                                                                                           | ?                                                                                           | Emanuel Majer Glücksberg (~1750–?) Tamerla N. (~1750–?)                                     | ?                                                                                           | Jan Kanty Skarżyński h. Bończa (1738–10.04.1806) Teresa Oborska h. Pierzchała (1746–7.11.1814) | Stanisław Rembieliński h. Lubicz (1730–05.1784) ?                                              | Onufry Jan Konstanty Cielecki h. Zaremba (1784–10.01.1852) Małgorzata Maria Glinka h. Trzaska (~1800–?) | Tomasz Adam Jan Skarżyński h. Bończa (30.12.1772–29.03.1836) Franciszka Kozłowska h. Boleścic (1778–28.02.1858) |
| Pradziadkowie                                                    | Jakub Epstein (1771–16.08.1843) Henrieta Glickson (1780–18.03.1849)                         | Jakub Epstein (1771–16.08.1843) Henrieta Glickson (1780–18.03.1849)                         | Natan Mikołaj Nataniel Glücksberg (1780–3.03.1831) Regina Gotschalk (1778–14.09.1852)       | Natan Mikołaj Nataniel Glücksberg (1780–3.03.1831) Regina Gotschalk (1778–14.09.1852)       | Stanisław Skarżyński h. Bończa (3.05.1774–13.12.1820) Ewa Rembielińska h. Lubicz (1776–1834)   | Stanisław Skarżyński h. Bończa (3.05.1774–13.12.1820) Ewa Rembielińska h. Lubicz (1776–1834)   | Ignacy Cielecki h. Zaremba (1813–19.08.1884) Izabela Marianna Skarżyńska h. Bończa (22.04.1814–1870)    | Ignacy Cielecki h. Zaremba (1813–19.08.1884) Izabela Marianna Skarżyńska h. Bończa (22.04.1814–1870)            |
| Dziadkowie                                                       | Herman Epstein (1803–25.10.1867) Eleonora Glücksberg (1809–1892)                            | Herman Epstein (1803–25.10.1867) Eleonora Glücksberg (1809–1892)                            | Herman Epstein (1803–25.10.1867) Eleonora Glücksberg (1809–1892)                            | Herman Epstein (1803–25.10.1867) Eleonora Glücksberg (1809–1892)                            | Rajmund Feliks Skarżyński h. Bończa (3.08.1807–1850) Wiktoria Cielecka h. Zaremba (~1840–1881) | Rajmund Feliks Skarżyński h. Bończa (3.08.1807–1850) Wiktoria Cielecka h. Zaremba (~1840–1881) | Rajmund Feliks Skarżyński h. Bończa (3.08.1807–1850) Wiktoria Cielecka h. Zaremba (~1840–1881)          | Rajmund Feliks Skarżyński h. Bończa (3.08.1807–1850) Wiktoria Cielecka h. Zaremba (~1840–1881)                  |
| Rodzice                                                          | Leon Józef Epstein (2.07.1834–11.03.1903) Maria Skarżyńska h. Bończa (4.05.1844–20.01.1905) | Leon Józef Epstein (2.07.1834–11.03.1903) Maria Skarżyńska h. Bończa (4.05.1844–20.01.1905) | Leon Józef Epstein (2.07.1834–11.03.1903) Maria Skarżyńska h. Bończa (4.05.1844–20.01.1905) | Leon Józef Epstein (2.07.1834–11.03.1903) Maria Skarżyńska h. Bończa (4.05.1844–20.01.1905) | Leon Józef Epstein (2.07.1834–11.03.1903) Maria Skarżyńska h. Bończa (4.05.1844–20.01.1905)    | Leon Józef Epstein (2.07.1834–11.03.1903) Maria Skarżyńska h. Bończa (4.05.1844–20.01.1905)    | Leon Józef Epstein (2.07.1834–11.03.1903) Maria Skarżyńska h. Bończa (4.05.1844–20.01.1905)             | Leon Józef Epstein (2.07.1834–11.03.1903) Maria Skarżyńska h. Bończa (4.05.1844–20.01.1905)                     |
| Służebnica Boża s. Maria Aniela Epstein OP (2.08.1875–6.09.1947) |                                                                                             |                                                                                             |                                                                                             |                                                                                             |                                                                                                |                                                                                                | | |

## Proces beatyfikacji
Przekonane o jej świątobliwości, po zgromadzeniu dokumentacji siostry dominikanki zwróciły się 5 sierpnia 2003 z prośbą do metropolity krakowskiego o wyniesienie ją na ołtarze. 30 września 2004 kard. Franciszek Macharski w kościele sióstr dominikanek na Gródku dokonał otwarcia jej procesu beatyfikacyjnego. Odtąd przysługuje jej tytuł Służebnicy Bożej. Następnie powołano komisję historyczną oraz teologiczną celem zbadania jej życia oraz dokumentacji jak również przesłuchano świadków, którzy ją swego czasu spotkali. 20 kwietnia 2007 w kościele sióstr dominikanek w Krakowie został uroczyście zamknięty proces na szczeblu diecezjalnym przez kard. Stanisława Dziwisza, po czym akta procesu zostały przekazane Kongregacji Spraw Kanonizacyjnych w Rzymie, celem dalszego postępowania. 28 listopada 2008 Stolica Apostolska wydała dekret o ważności postępowania diecezjalnego. Postulatorem generalnym został dominikanin o. Gianni Festa OP. 

## Upamiętnienie

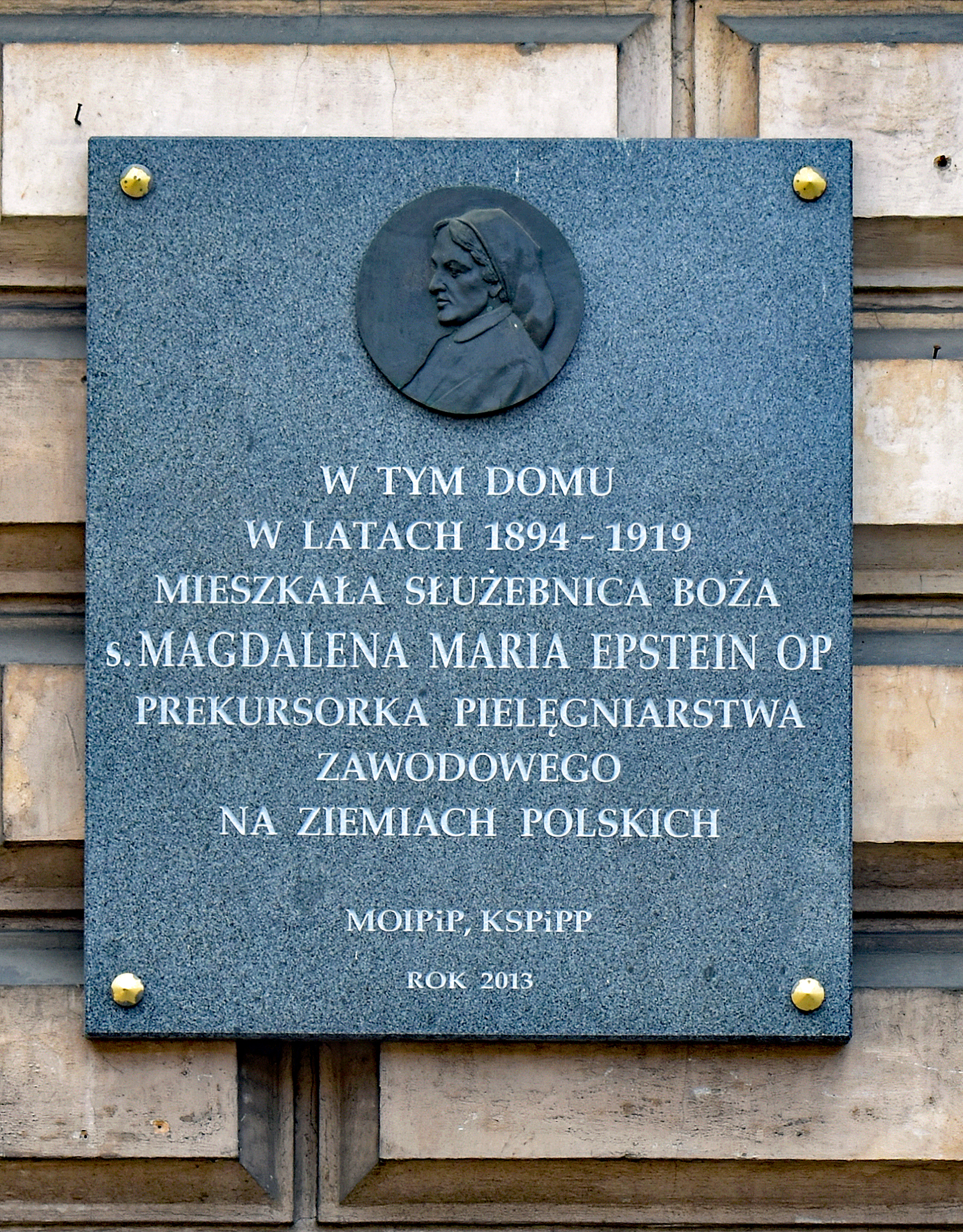
Tablica pamiątkowa Magdaleny Marii Epstein na pałacu Badenich w Krakowie

W Krakowie, w 2004 wybito medal z jej wizerunkiem oraz wygrawerowanym na nim napisem: 

Niech wie każdy mieszkaniec mego miasta, że jesteś dzielną kobietą.

W 2009 siostry dominikanki wydały album o jej życiu i działalności pt. Wierna Miłości. 1 czerwca 2011 jedną z ulic w jej rodzinnej miejscowości Pilica nazwano jej imieniem. 12 marca 2012 została powołana specjalna Fundacja Siostry Magdaleny Epstein.